# Bahnradweg Rotkäppchenland

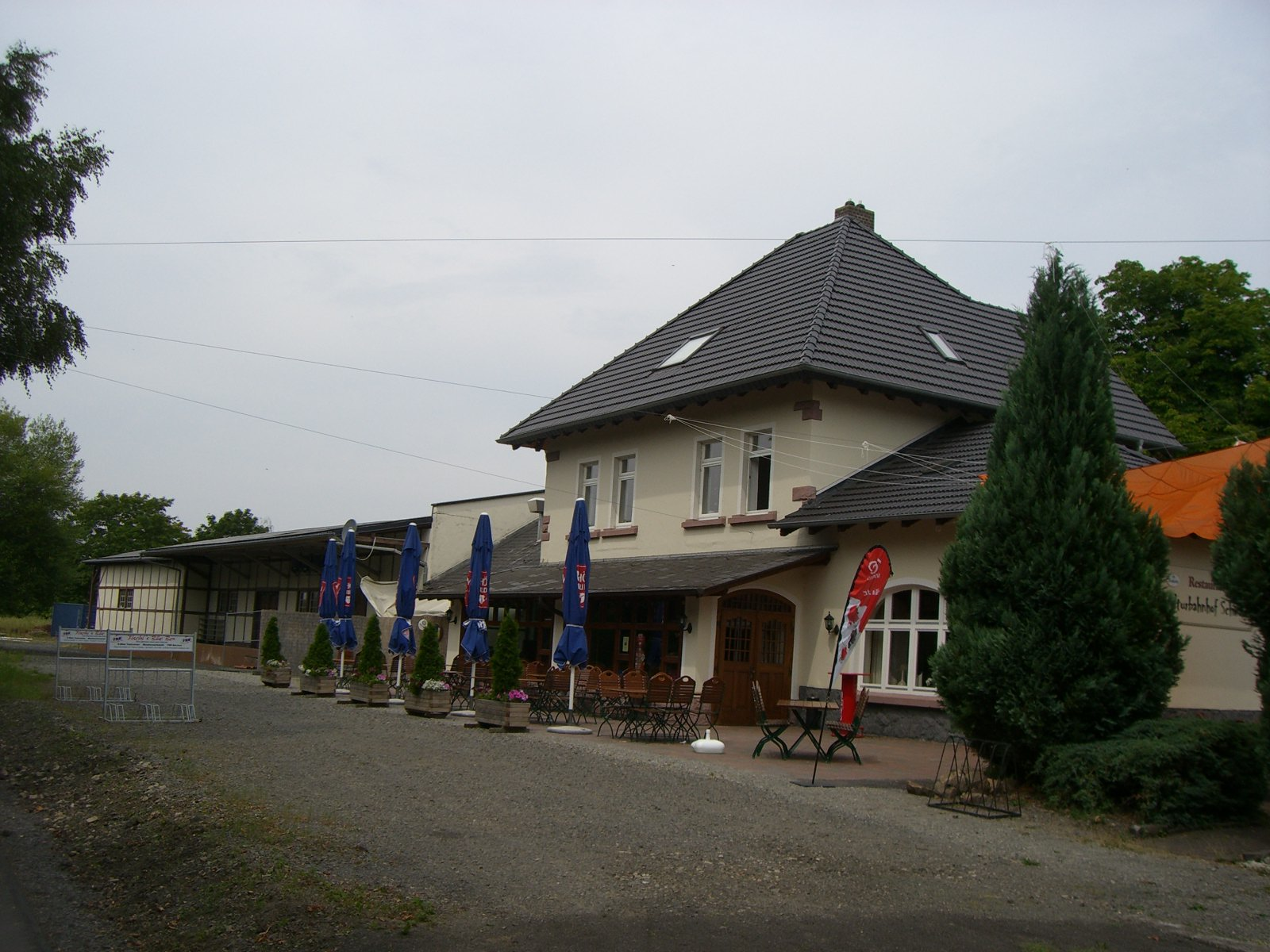
Bahnhof Ziegenhain (Bz Kassel) Süd

Andreaskreuz

Der Bahnradweg Rotkäppchenland ist ein nordhessischer Bahntrassenradweg, der zwischen Treysa und Niederaula auf einer Länge von 49,1 Kilometer verläuft. Kernstück ist die alte Trasse der Knüllwaldbahn zwischen Treysa und Wahlshausen. Er verbindet das Tal der Schwalm mit dem Tal der Fulda über das Knüllgebirge unter Vermeidung größerer Steigungen. Auf der Strecke liegen die mittelalterlichen Stadtbilder von Treysa, Ziegenhain und Neukirchen (Knüll). Der Bahnradweg ist Teil der deutschen Mittelland-Route (D4), die von Aachen über Bonn, Siegen, Erfurt, Jena und Chemnitz nach Zittau führt sowie des Radwegs Deutsche Einheit.

## Ausstattung
Der Radweg ist auf dem Abschnitt, der auf der alten Bahntrasse verläuft, als Premiumroute konzipiert. Die etwa drei Meter breite Fahrbahn ist durchgehend asphaltiert, Kreuzungen mit Bundes-, Landes- und Kreisstraßen sind besonders gut ausgebaut, auf Drängelgitter wurde durchgängig verzichtet. Radfahrer genießen bis auf die Kreuzungen mit den eben genannten Straßen Vorfahrt. Abschüssige Böschungen sind durch Geländer gesichert und es gibt eine große Anzahl von Rastplätzen entlang der Strecke. Damit ist er mit allen Arten von Fahrrädern einschließlich schmalreifigen Rennrädern und Rädern mit (Kinder-)Fahrradanhängern befahrbar und ebenso für das Fahren mit Inlineskates geeignet.
Der abseits der alten Bahntrasse verlaufende Abschnitt zwischen Wahlshausen und Niederaula führt über durchgängig asphaltierte Feldwege, Dorfstraßen und eigens angelegte Radwege abseits stark befahrener Straßen durch das Tal der Aula, die in Niederaula in die Fulda mündet.
Der Weg von Treysa bis Niederaula ist durchgängig mit (Namen und) dem Logo des Bahnradwegs, der Mittellandroute und des Radwegs Deutsche Einheit beschildert, an den parallel verlaufenden Straßen wurden Hinweisschilder angebracht. Vom Start auf dem Treysaer Haaßehügel bis Wahlshausen wurde der Abschnitt, der auf der ehemaligen Bahntrasse verläuft, mit einer Kilometrierung ausgestattet, welche die vollen und halben Kilometer anzeigt. Auf weiter Strecke ist der Weg als gemeinsamer Geh- und Radweg mit dem Verkehrszeichen 240 ausgewiesen.
Im Gebiet von Neukirchen (Knüll) wurden verschiedene Kunstwerke im Rahmen des Projekts Kunst am Radweg erstellt.

## Anschluss an andere Radwege
In Treysa und Ziegenhain verfügt der Bahnradweg über eine Anbindung an den Hessischen Radfernweg R4, den Schwalm-Radweg und an den durch das Gilserberger Hochland führenden Hochland-Radweg. In Neukirchen (Knüll) zweigt der Regionale Radweg R 17 in Richtung Remsfeld und Homberg ab, in Kleinropperhausen der Regionale Radweg R 11, der durch das Schwalmtal und Willingshausen zurück nach Treysa verläuft. Von Wahlshausen führt der Weg weiter neben der Bahntrasse auf dem R 11 über Kirchheim nach Niederaula, wo er auf den Hessischen Radfernweg R1/Fulda-Radweg (identisch mit den deutschen Mittelland-Routen (D-Route 4 und 9) trifft, auf dem in nördlicher Richtung die Festspielstadt Bad Hersfeld und in südlicher Richtung die Burgenstadt Schlitz und die Barockstadt Fulda erreicht werden können.